# Wolfgang Korruhn
Wolfgang Korruhn (* 25. August 1937 in Halle (Saale); † 2. April 2003 in Köln) war ein deutscher Journalist, Fernsehmoderator und Autor.

## Leben
Korruhn studierte in Berlin einige Semester Medizin, Germanistik und Psychologie, war dann aber zunächst als Filmkritiker bei verschiedenen Tageszeitungen tätig und gelangte 1969 zum WDR, wo er anfangs im Hörfunkbereich (in der Sendung Kritisches Tagebuch), später auch im Fernsehen, beschäftigt war. Unter anderem war er eine Zeitlang Moderator von ARD-Ratgeber: Recht und arbeitete für den ARD-Brennpunkt.
Besonders bekannt wurde Korruhn durch seine Kurzinterviews für das WDR-Politmagazin ZAK, zu dessen geistigen Vätern er gehörte. Diese Interviews waren gekennzeichnet durch seine höflich-direkte Art der Fragestellung wie durch die ihm eigene Art, den Interviewpartnern jeweils körperlich sehr nahe zu rücken. Aufmerksamkeit brachte ihm in diesem Rahmen insbesondere ein Interview mit dem damaligen Erzbischof von Fulda, Johannes Dyba, den Korruhn in eine Diskussion über Homosexualität verwickelte. Korruhn interviewte über 100 Prominente für ZAK, unter anderem Claudia Schiffer, Yehudi Menuhin und Egon Krenz. Golo Mann bekannte sich gegenüber Korruhn wenige Tage vor seinem Tod zu seiner Homosexualität. Korruhns eigene Homosexualität war bis zu seinem Tod nur wenigen Menschen bekannt. Nach der Einstellung von ZAK befragte Korruhn für das ARD-Morgenmagazin in seiner Serie Taxi-Talk Taxi-Fahrgäste.

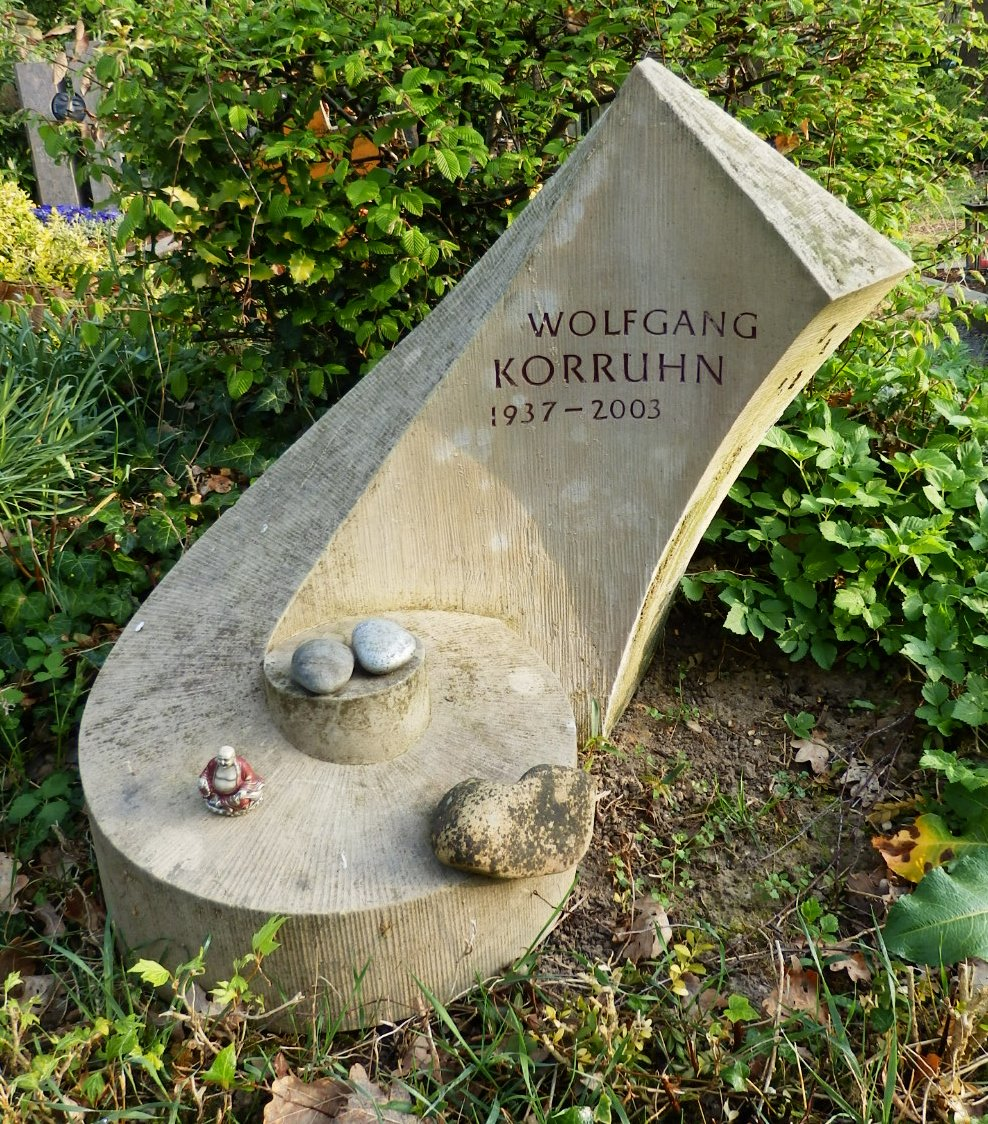
Grab (Friedhof Melaten)

Darüber hinaus produzierte der bekennende Vegetarier Fernsehdokumentationen über Massentierhaltung und porträtierte als Buchautor unter anderem Eugen Drewermann, Udo Jürgens und Roman Herzog. In seinem Buch Dann hab ich’s einfach gemacht beschäftigte er sich mit der Gemütswelt von Mördern. Korruhn erklärte, dass sein Arbeiten von dem Motto bestimmt sei, „an dem [zu] zweifeln, was die Mehrheit für wichtig oder wahr hält.“
Bis kurz vor seinem Tod war Korruhn zudem als Vortragsreisender zu journalistischen Themen und Fragestellungen tätig.
Korruhn starb am 2. April 2003 65-jährig an Lymphdrüsenkrebs. Seine Grabstätte befindet sich auf dem Kölner Friedhof Melaten (Flur U Nr. 313).

## Schriften
- Hautnah. Indiskrete Gespräche. Econ Verlag, Düsseldorf; Wien; New York; Moskau 1994, ISBN 3-430-15615-7.
- Ach du lieber Gott. Irdisches aus dem Himmel. Eichborn Verlag, Frankfurt am Main 1994, ISBN 3-8218-0290-1.
- Dann hab ich’s einfach gemacht. Was mir Mörder erzählten. Econ Verlag, Düsseldorf 1995, ISBN 3-430-15618-1.

Darüber hinaus verfasste Korruhn zahlreiche Beiträge für medienwissenschaftliche Sammelbände, Zeitungen u. a.